# Mudur, Hangal
Mudur là một làng thuộc tehsil Hangal, huyện Haveri, bang Karnataka, Ấn Độ.